# Sorrel (Luisiana)
Sorrel es un lugar designado por el censo ubicado en la parroquia de St. Mary en el estado estadounidense de Luisiana. En el Censo de 2010 tenía una población de 766 habitantes y una densidad poblacional de 135,92 personas por km².

## Geografía
Sorrel se encuentra ubicado en las coordenadas 29°53′19″N 91°37′31″O / 29.88861, -91.62528. Según la Oficina del Censo de los Estados Unidos, Sorrel tiene una superficie total de 5.64 km², de la cual 5.48 km² corresponden a tierra firme y (2.76%) 0.16 km² es agua.

## Demografía
Según el censo de 2010, había 766 personas residiendo en Sorrel. La densidad de población era de 135,92 hab./km². De los 766 habitantes, Sorrel estaba compuesto por el 44.65% blancos, el 53.39% eran afroamericanos, el 0.26% eran amerindios, el 0.13% eran asiáticos, el 0.13% eran isleños del Pacífico, el 0.13% eran de otras razas y el 1.31% pertenecían a dos o más razas. Del total de la población el 1.83% eran hispanos o latinos de cualquier raza.